# Ultimo viaggio in Oregon
Ultimo viaggio in Oregon (Youth in Oregon) è un film del 2016 diretto da Joel David Moore.

## Trama
Raymond Engersol è un ottantenne senza più alcuna voglia di vivere, decide di farsi accompagnare dal genero Brian in Oregon, stato dove l'eutanasia è stata legalizzata. Nel corso del viaggio, troverà tuttavia delle ragioni per continuare a vivere.

## Distribuzione
Negli Stati Uniti, la pellicola è stata distribuita a partire dal 3 febbraio 2017 da Orion Pictures, dopo essere stata presentata al Tribeca Film Festival il 16 aprile dell'anno precedente.